# Peter Urpeth
Peter Urpeth (* 1963 in Romford, Essex) ist ein britischer Schriftsteller, Journalist und Musiker (Piano, Komposition) im Bereich des Jazz und der freien Improvisationsmusik.

## Leben und Wirken
Urpeth, der sich auch als Unternehmensberater im Kreativbereich, Dokumentarfilmer und Podcaster betätigt, arbeitete zunächst als Pianist im Bereich der improvisierten Musik. In den 1980er-Jahren spielte er in der britischen Improvisationsszene u. a. mit Derek Bailey, Evan Parker, Maggie Nicols und John Russell. Dann wurde er Musikredakteur beim Time Out Magazin und Manager von Abdullah Ibrahim.
In den 1990er Jahren begann Urpeth, als Theatermusiker zu arbeiten. Er spielte Live-Musik zu Steve Berkoffs Fall of The House of Usher und gewann einen Perrier Award beim Edinburgh Festival Fringe für ein Musical mit Donald Swann. Weitere Stücke mit ihm am Edinburgh Fringe folgten. Dann schrieb er Theaterstücke für die Bühne und arbeitete als Darsteller in Märchenspielen zur Weihnachtszeit. Als Journalist berichtete er für Jazz Hot, Paris oder Jazz UK weiterhin über die europäische und amerikanische Musik und führte Interviews mit John Zorn und Geri Allen, berichtete aber auch über Matt Groening. Auch begann er, Gedichte zu schreiben.
Dann zog er nach Schottland, wo er auf den Äußeren Hebriden als freiberuflicher Kulturjournalist für The Herald und The Scotsman arbeitete. Interviews mit traditionellen schottischen Sängern erschienen in den späten 1990er Jahren in führenden Folk- und Weltmusikmagazinen, etwa bei Folk Roots, aber auch bei The Wire. 1999 wurde er Redakteur der Stornoway Gazette und Feuilletonist für The Observer. Im Jahr 2002 gründete er seine eigene Lokalzeitung, The Hebridean, die er zwei Jahre später an ihren Konkurrenztitel verkaufte. Nachdem er 2003 ein Stipendium des Scottish Arts Council erhalten hatte, schrieb er seinen Roman Far Inland, der 2006 bei Birlinn Polygon erschien.
Gelegentlich erfolgten daneben Auftritte mit Lol Coxhill, Geoff Hearn, Shabaka Hutchings, Olie Brice, Jon Impett, Sue Ferrer, John Russell und Phil Wachsmann. Ab den 2010er-Jahrrn spielte er meist in Duoformationen mit Musikern wie Terry Day, Maggie Nicols, Roger Turner (Two Duets), Stuart Wilding (Fish on Friday), des Weiteren führte er mit The Silence Ensemble Werke von John Cage auf. Anfang 2021 legte er das Album Live at Cafe Oto vor, das er 2017 mit Terry Day, Olie Brice und Ntshuks Bonga im Cafe Oto eingespielt hatte. Er schrieb außerdem die Musik für den Dokumentarfilm A Boat Retold von Sean Martin und Louise Milne (2011) und vertonte auch Stummfilme.
2018 veröffentlichte Urpeth den Dokumentarfilm Jazz and Survival in East Harlem über die Musikschule The Manna House Workshops von Gloria DeNard.
Urpeth lebt auf Lewis, wo er eine Einheimische heiratete und eine Familie gründete.

## Diskographische Hinweise
- Peter Urpeth, Maggie Nicols: Other Worlds (FMR Records, 2017)
- Peter Urpeth, Olie Brice, Terry Day, Ntshuks Bonga: Wraith Island (Live at Cafe Oto) (FMR Records, 2017)